# Валенберг, Тарцизий Хенрик Иосиф ван
Тарцизий Хенрик Иосиф ван Валенберг (нидерл. Tarcisius Henricus Josephus van Valenberg O.F.M. Cap., 19 марта 1890 года, Астен, Нидерланды — 18 декабря 1984 года, Неймеген, Нидерланды) — католический прелат, апостольский викарий Понтианака с 10 декабря 1934 года по 13 июля 1957 год. Член монашеского ордена капуцинов.

## Биография
Родился в 1890 году в семье государственного служащего в Астене, Нидерланды. 6 июня 1914 года был рукоположён в священники для служения в монашеском ордене капуцинов. В последующем отправился на миссию в Голландскую Ост-Индию.
10 декабря 1934 года папа римский Пий XI назначил его титулярным епископом Комбы и апостольским викарием Голландского Борнео. 5 мая 1935 года состоялось его рукоположение в епископы, которое совершил титулярный епископ Корны и апостольский викарий Паданга Матиас Леонард Трудон Бранс.
21 мая 1938 года апостольский викариат Голландского Борнео был переименован в апостольский викариат Понтианака и Тарцизий Хенрик Иосиф ван Валенберг получил титул «апостольский викарий Понтианака».
Занимался миссионерской деятельностью. В 1948 году основал в Ньярумкопе образовательное учреждение для народа даяки под наименованием «Курсы народной школы» (Cursus Volksschool Onderwijzers), которая в последующем была преобразована в начальную семинарию. Для преподавания в этой школе пригласил из Нидерландов капуцинов и монахинь. В 1949 году пригласил из Нидерландов в Кетапанг (Западный Калимантан) на служение монахинь из ордена августинок.
Участвовал в работе Второго Ватиканского Собора.
13 июля 1957 года вышел в отставку. Затем вернулся в Нидерланды. Проживал в городе Неймеген. Умер в декабре 1984 года.